# Иоахим Бельгийский
Его Императорское и Королевское Высочество принц Иоахим (фр. Joachim Karl-Maria Nikolaus Isabelle Marcus d'Aviano; родился 9 декабря 1991 года, Волюве-Сен-Ламбер, Брюссель, Бельгия) — принц Бельгийский, второй сын принцессы Астрид Бельгийской и эрцгерцога Лоренца Австрийского-Эсте.
Его крестные родители — принц Лихтенштейна Николаус и его тетя Исабель, эрцгерцогиня Австро-Эсте.

## Образование
После окончания средней школы в Бельгии и Великобритании (Малверн Колледж) в 2010 году началась его учеба в бельгийской сухопутной армии в Арлоне. Затем он получил образование в бельгийском военно-морском флоте в городе Брюгге. В сентябре 2011 года начал изучать экономику в Университете Боккони в Милане.